# Sveta Fumija (otok)
Koordinati:   43°28′43″N, 16°13′59″E
Sveta Fumija je majhen nenaseljen otoček v Jadranskem morju (Hrvaška).
Sveta Fumija leži južno od zahodnega dela otoka Čiovo, od katerega je oddaljena okoli 0,5 km. Površina otočka meri 0,276 km². Dolžina obalnega pasu je 2,7 km. Najvišji vrh je visok 31 mnm.